# Метојо (Салерно)
Метојо је насеље у Италији у округу Салерно, региону Кампанија.
Према процени из 2011. у насељу је живело 234 становника. Насеље се налази на надморској висини од 120 м.